# Anthurium conjunctum
Anthurium conjunctum är en kallaväxtart som beskrevs av Kurt Krause. Anthurium conjunctum ingår i släktet Anthurium och familjen kallaväxter. Inga underarter finns listade.